# Fibrosi
La fibròsi rappresenta la riparazione di un danno tissutale mediante sostituzione delle cellule parenchimali con tessuto connettivo.

## Descrizione
Ciò avviene quando vi è distruzione dei tessuti con danni a carico sia delle cellule parenchimali sia dello stroma, come avviene ad esempio nell'infiammazione necrotizzante che caratterizza l'infiammazione cronica.
La riparazione non può di conseguenza avvenire tramite rigenerazione delle cellule del parenchima, nemmeno negli organi le cui cellule sono capaci di rigenerarsi.
La deposizione di tessuto connettivo conduce alla fibrosi e alla comparsa di cicatrici negli organi le cui cellule sono capaci di rigenerare.
In tale processo sono identificati quattro momenti:  
1. angiogenesi: formazione di nuovi vasi sanguigni;
2. migrazione e proliferazione di fibroblasti;
3. deposizione di matrice extracellulare;
4. rimodellamento: maturazione e organizzazione del tessuto fibroso.

Come molti altri fenomeni biologici, anche il processo riparativo può essere modulato in relazione alla gravità/estensione del danno; a un agente lesivo di blanda entità che provoca solo una limitata risposta infiammatoria/essudativa (come nel caso di ustioni di primo grado) seguirà il fenomeno di risoluzione, consistente nel riassorbimento dell'essudato da parte del circolo linfatico e nel ripristino delle condizioni emodinamiche precedenti al danno. Diversamente, un agente eziologico particolarmente aggressivi e/o persistente, può provocare una perdita netta di tessuto biologico mediante danno diretto o in seguito a fenomeni necrotici conseguenti al protrarsi del processo infiammatorio; in questo caso verranno innescati i meccanismi responsabili del processo di guarigione.
Due distinti fenomeni partecipano al processo di guarigione: la rigenerazione e la reintegrazione connettivale. La prima può essere intesa come il ripristino delle cellule funzionali del tessuto danneggiato (attraverso la loro proliferazione). La seconda consiste invece nella sostituzione delle cellule funzionali danneggiate con tessuto connettivo. Quindi il grado di recupero funzionale (restitutio ad integrum) del tessuto dipende dal rapporto rigenerazione/reintegrazione connettivale che, a sua volta, dipende dall'entità del danno e dal potenziale rigenerativo delle cellule danneggiate.
Comunque, in linea generale, danni molto estesi con perdita dell'architettura delle stroma di sostegno non possono essere riparati solo per rigenerazione neanche nei tessuti costituiti da cellule con elevato potenziale rigenerativo. Ne consegue che il processo riparativo si accompagna quasi sempre a un certo grado di reintegrazione connettivale e perdita di funzionalità (fibrosi).

## La riparazione delle ferite dermo-epidermiche
La guarigione di una ferita dermo-epidermica non infetta a margini giustapposti, quale un'incisione chirurgica asettica, avviene per "prima intenzione":
- entro pochi minuti, il ristretto spazio presente tra i margini della ferita si riempie di sangue coagulato contenente fibrina e fibronectina. La parte più superficiale del coagulo va incontro a disidratazione formando la ben nota crosta (escara) che previene l'eccessiva disidratazione e possibile infezione microbica della ferita. Più profondamente, la trama di fibrina e fibronectina agisce da collante per mantenere ravvicinati i margini della ferita e serve da traccia per la migrazione delle cellule infiltranti.
- Entro poche ore si osserva l'attivazione dei cheratinociti sopravvissuti ai bordi della ferita. Tali cellule si muovono sulla trama di fibrina/fibronectina alla velocità di 0,5 mm al giorno. Inoltre, le cellule al fronte di migrazione assumono capacità fagocitaria, riuscendo così a farsi strada sotto l'escara. La sola migrazione dei cheratinociti può assicurare la copertura di ferite estremamente limitate mentre, nella maggior parte dei casi, la completa rigenerazione della cute richiede anche la proliferazione dei cheratinociti stessi.
- Entro 24-48 ore la rigenerazione epiteliale è completa, avendo prodotto un sottile strato cellulare non cheratinizzato che va a rimarginare i lembi della ferita. Contemporaneamente il coagulo sottostante viene invaso da leucociti (prima neutrofili e più tardivamente da macrofagi) che, come i cheratinociti, si dirigono verso il letto della ferita muovendosi nella trama di fibrina-fibronectina in seguito al richiamo esercitato dalle molecole chemiotattiche rilasciate dalle diverse cellule attivate dal danno. Una volta in situ, i leucociti procedono alla digestione controllata del coagulo che avviene attraverso il rilascio di proteasi ed enzimi litici. Tali molecole, così come i reattivi tossici dell'ossigeno, vengono rilasciati dai leucociti anche per prevenire un'eventuale infezione della ferita.
- A partire dal terzo giorno ha inizio il processo di neovascolarizzazione. Le cellule endoteliali dei capillari ai margini della lesione vengono stimolate a proliferare e migrare verso il letto della ferita (la prima cosa che succede nella neoangiogenesi è la degradazione proteolitica della membrana basale del vaso preesistente; dopo si ha migrazione di cellule endoteliali, maturazione e modificazione di tali cellule che si trasformano in tubi capillari. Il tutto avviene grazie al fattore VEGF, Vascular Endotelial Grow Factor, che stimola la formazione dei nuovi vasi). Diversi fattori angiogenetici partecipano al processo di neovascolarizzazione; tali fattori sono principalmente prodotti dai leucociti infiltranti la ferita, a loro volta stimolati dall'ipossia che si instaura all'interno del coagulo. A livello funzionale, la formazione di una nuova rete di capillari facilita il continuo apporto di cellule e fattori trofici necessari per sostenere l'elevata attività metabolica che caratterizza la ferita a questo stadio. A livello morfologico, l'intensa vascolarizzazione della ferita determina il suo aspetto rosato e granulare che gli fa guadagnare la definizione di "tessuto di granulazione". Infine, già in questa fase si osserva la proliferazione di fibroblasti e la deposizione di fibre di collagene (principalmente di tipo III) ai margini della ferita.
- Entro una settimana i fibroblasti raggiungono il loro picco proliferativo e cominciano a depositare diversi tipi di proteoglicani e fibre di collagene di tipo I. L'attivazione e la migrazione dei fibroblasti è data dal fattore TGFβ (Transforming Grow Factor Beta) e dal PDGF (platelet-derived growth factor), anche se in misura minore.
- A partire dalla seconda settimana, parallelamente alla completa maturazione dell'epidermide e della sottostante membrana basale, si osserva la regressione della rete vascolare e la progressiva scomparsa dell'infiltrato leucocitario e fibroblastico. La perdita della componente cellulare, che col progredire del processo di guarigione esaurisce il suo compito e quindi la sua ragione d'essere, avviene principalmente per apoptosi. Continua infine la deposizione di collagene di tipo I che gradualmente sostituisce il collagene di tipo III fino a ristabilire il normale rapporto quantitativo 5 a 1 tra le due componenti collageniche.
- Alla fine del primo mese il tessuto cicatriziale è praticamente maturo.

A volte alcuni tra i diversi processi che caratterizzano la riparazione di una ferita dermo-epidermica non vengono adeguatamente controllati, dando origine a guarigioni abnormi; la cicatrice che ne consegue può quindi svilupparsi come una cresta elevata rispetto al piano della cute (cicatrice ipertrofica) che nei casi più gravi può evolvere nei cosiddetti cheloidi o cicatrici deturpanti che invadono il tessuto circostante la ferita.
Tra le varie situazioni che interferiscono con il processo riparativo, quella sicuramente più frequente è la presenza di una significativa perdita di tessuto e/o necrosi indotta da infezioni secondarie. Queste condizioni rappresentano ostacoli che si frappongono alla chiusura della ferita: in tal caso la guarigione avverrà per "seconda intenzione". La maggior quantità di coagulo, i detriti necrotici ed eventuali batteri da eliminare intensificano il fenomeno infiammatorio che, a sua volta, amplifica il processo di neovascolarizzazione, prolungando significativamente le fasi iniziali della guarigione. I processi di guarigione per prima o per seconda intenzione sono mediati dagli stessi meccanismi, con differenze però significative per quanto riguarda la loro intensità e durata. Ciò che invece distingue nettamente i due tipi di guarigione è il fenomeno della contrazione della ferita, che si manifesta solo nelle grandi ferite cutanee che guariscono per seconda intenzione. La contrazione della ferita avviene principalmente per opera dei miofibroblasti.